# Númenorski kralji
Númenorski kralji oz. Kralji Númenorja so kralji (v treh primerih tudi kraljice) otoške kraljevine Númenor v fantazijskem svetu angleškega pisatelja J. R. R. Tolkiena.